# Вемале
Вемале (Wemale) — етнічна група острова Серам, Індонезія. Їх понад 7500 осіб і вони проживають у 39 селах центральної частини острова. Подібно до спільноти алуне на заході, народ Вемале походить від спільної групи предків під назвою Патасіва.
Вемальська мова малайсько-полінезійського походження. Вона поділяється на північний та південний різновиди, маючи діалекти, відомі як горале, касю, увенпантаї, гонітету та каве. Північним діалектом вемейле розмовляє близько 5000 осіб, а південним вемейлом — близько 3700 осіб. Легенда про Гайнувеле — це міф про походження з фольклору вемале та алуне. Його записав німецький етнолог Адольф Еллегард Йенсен під час експедиції на Молуккські острови.

## Опис

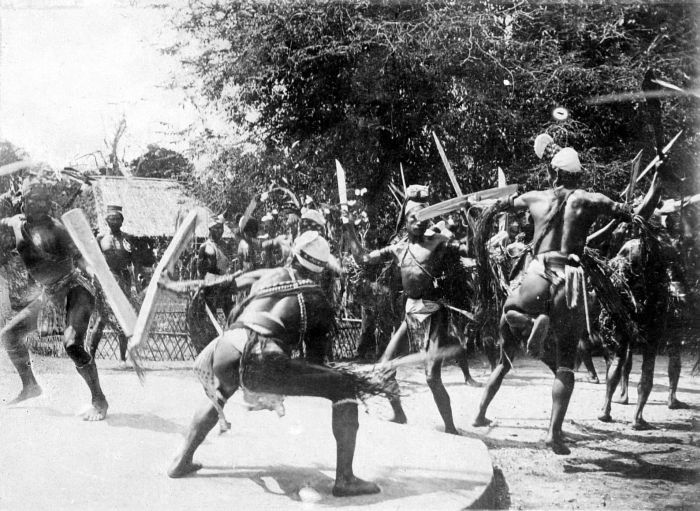
Ми, чоловіки-воїни

Традиційно вемале жили користуючись з лісових продуктів. Велика частина їхнього раціону була заснована на саговій пальмі. Вони також мали перелогову систему землеробства.
Чоловіки брали участь у військових діях проти сусідніх груп. Жінки проводили більшу частину дня, збираючи продукти з лісу у високі конічні кошики, які вони носили на спині. Верх цих кошиків мав характерну лійкоподібну форму, і все, що було спіймано, жінки вкидали всередину швидким і граціозним рухом.
Чоловіки вемале носили довгі ножі.Через вологий клімат і чоловіки, і жінки носили мінімум одягу. Жінки навколо талії носили ротангові пояси.
Так само як і в алуне, для дівчат важливою подією було святкування повноліття.
Вемале будували великі та складні будинки з дерева, палиць і пальмового листя. Ці будинки були дуже майстерно побудовані, щоб зберегти внутрішню сухість і комфорт.
Культура народу вемале за останні десятиліття зазнала значних змін під впливом модернізації, що вплинуло на традиційні цінності. Крім того, політичне та релігійне протистояння та викликаний ними конфлікт в Індонезії вплинули на багато островів регіону Молуккських островів.